# Jerzy Armata (lekarz)
Jerzy Armata (ur. 20 grudnia 1928 w Jaśle, zm. 24 czerwca 2015) – polski hematolog pediatra, profesor nauk medycznych (tytuł otrzymany w roku 1982).

## Życiorys
Urodził się w rodzinie Jakuba, sędziego, prezesa sądu w Jaśle, i Anny z domu Wiejowskiej. Ukończył w 1946 Miejskie Gimnazjum Koedukacyjne im. Króla Władysława Jagiełły w Przeworsku, następnie w 1952 studia na Akademii Medycznej im. Mikołaja Kopernika w Krakowie. W 1969 jako jeden z pierwszych w świecie wprowadził program wielolekowej chemoterapii skojarzonej z miejscowym napromieniowaniem w chorobie Hodgkina wieku rozwojowego. W latach 1969, 1975, 1980 odbył staże naukowe we Francji, następnie w Szwajcarii i w USA (1982) oraz Holandii (1985). W roku 1974 z jego inicjatywy powołana została Polska Pediatryczna Grupa ds. Leczenia Białaczek i Chłoniaków. W latach 1974–1999 był pierwszym przewodniczącym tej grupy. W latach 1976–1999 pełnił funkcję kierownika Klinki Hematologii Dziecięcej (od 1998 Klinika Onkologii i Hematologii Dziecięcej) Polsko-Amerykańskiego Instytutu Pediatrii Collegium Medicum Uniwersytetu Jagiellońskiego.
Członek honorowy Polskiego Towarzystwa Hematologii i Onkologii Dziecięcej. Współtwórca Fundacji „Wyspy Szczęśliwe” działającej na rzecz leczenia dzieci z chorobą nowotworową.
Wspólnie z Jerzym Romanem Kowalczykiem opublikował książkę Stany przebiegające z powiększeniem węzłów chłonnych, Wydawnictwo Lekarskie PZWL, Warszawa 1996.
Pochowany na cmentarzu wojskowym przy ul. Prandoty w Krakowie (kwatera LXXIX-4-12).

## Ordery i odznaczenia
- Krzyż Kawalerski Orderu Odrodzenia Polski[9]
- Złoty Krzyż Zasługi[9]
- Medal Gloria Medicinae (1995)[10]

## Nagrody i wyróżnienia
- Nagroda Ministra Zdrowia za koordynację badań naukowych oraz leczenie białaczek i chłoniaków u dzieci (1999)[11]

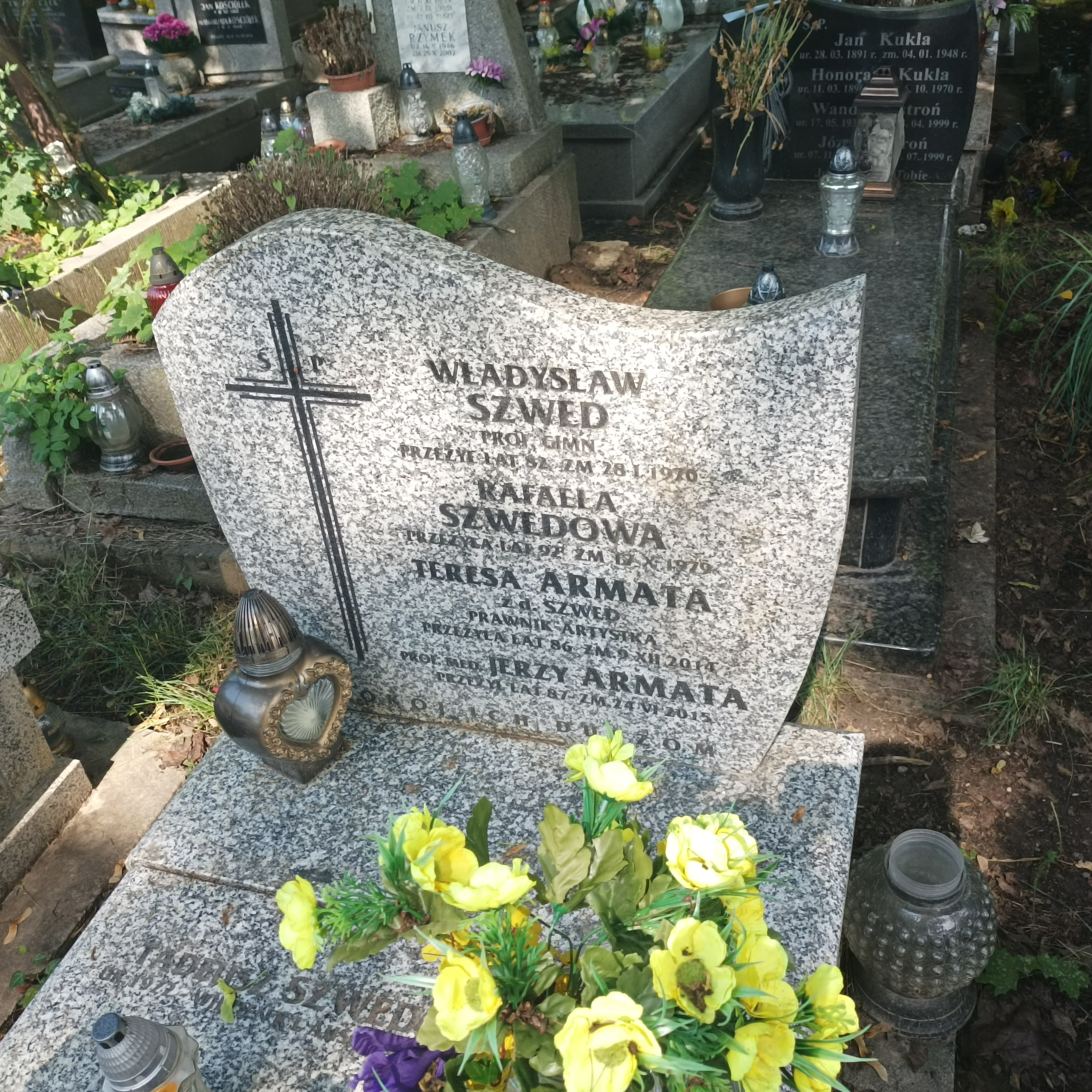
Grób prof. Jerzego Armaty na cmentarzu wojskowym przy ul. Prandoty w Krakowie